# 마법총술사 쿠로히메
《마법총술사 쿠로히메》(일본어: 魔砲使い黒姫)는 카타쿠라·오오카미구미·마사노리의 일본의 만화 작품이다. 이전에는 《월간 소년 점프》(집영사)에 연재되, 그 후 일정 기간의 휴재기를 거친 뒤 《점프 스퀘어》(집영사)의 공식 사이트를 통해 재연재를 발표하고 2011년 2월 갱신분 (제5부 제 24화)로 완결.
주인공 쿠로히메는 총을 닮은 무기 '마포총'에 마력을 넣은 탄환 '마포탄'을 발사해 적을 공격하거나 치유하는 효과를 내 이에 따라 "마법총술사"로 불린다. 액션 뿐만 아니라 작자로 인해 우울한 심리 묘사가 드러난다.
또한 이 작품의 특징으로 스타 시스템이 있다. 작가인 片倉의 다른 작품에서 캐릭터가 자주 등장하는 장면을 볼 수 있다.
2006년 3월에, 타카라토미를 통해 플레이스테이션 2 플랫폼 게임으로 발매되었다.